# Canton de Chantelle
Le canton de Chantelle est une division administrative française située dans le département de l'Allier et la région Auvergne. Il disparaît en 2015 à la suite du redécoupage cantonal de 2014.

## Géographie
Ce canton était organisé autour de Chantelle dans l'arrondissement de Moulins. Son altitude variait de 241 m (Chareil-Cintrat) à 467 m (Voussac) pour une altitude moyenne de 357 m.

## Histoire
À la suite du redécoupage des cantons du département de l'Allier, ce canton n'existe plus à partir de 2015 : ses communes sont rattachées au canton de Gannat,.

## Représentation

### conseillers généraux de 1833 à 2015
| Période | Période                   | Identité                             | Étiquette             | Qualité                                                                                  |
| ------- | ------------------------- | ------------------------------------ | --------------------- | ---------------------------------------------------------------------------------------- |
| 1833    | 1848                      | Jacques Loisel de Douzon (1776-1858) |                       | Président du conseil général Propriétaire du château et maire d'Étroussat                |
| 1848    | 1852 (démission d'office) | Gilbert Choisy (1806-1861)           | Républicain           | Docteur en médecine, maire de Chantelle                                                  |
| 1852    | 1871                      | Henri Richard                        |                       | Juge de paix - Maire de Saint-Germain-de-Salles                                          |
| 1871    | 1874                      | Maximilien de Villaines              |                       | Propriétaire viticulteur à Taxat-Senat                                                   |
| 1874    | 1880                      | Jacques Bonneton (1795-1893)         | Droite                | Receveur enregistrement des domaines Maire d'Ussel-d'Allier                              |
| 1880    | 1898 (décès)              | Philippe Noir (1843-1898)            | Gauche                | Docteur en médecine à Chantelle Directeur des Eaux de Bourbon                            |
| 1898    | 1904                      | Alexis Baratier (1850-1922)          | Conservateur          | Ingénieur des Arts et manufactures Propriétaire et maire de Monestier                    |
| 1904    | 1907 (démission)          | Eugène Baudet-Varenne                | Rad.                  | Propriétaire et maire de Deneuille-lès-Chantelle                                         |
| 1907    | 1931 (décès)              | François Darmangeat                  | Rad.                  | Propriétaire à Chantelle                                                                 |
| 1931    | 1940                      | Hubert Pradon-Vallancy               | PRS                   | Exploitant agricole Maire de Taxat-Senat, conseiller d'arrondissement Député (1923-1932) |
|         |                           |                                      |                       |                                                                                          |
| 1942    | 1944 (décès)              | André Labussière (1875-1944)         |                       | Membre du Conseil d'État, maire de Chantelle Nommé conseiller départemental en 1942      |
|         |                           |                                      |                       |                                                                                          |
| 1945    | 1960 (décès)              | Jean-Baptiste Gaulmin                | Rad.                  | Viticulteur Maire de Chareil-Cintrat                                                     |
| 1960    | 1966 (décès)              | Michel Fleury                        | Rad.                  | Docteur vétérinaire Maire de Chantelle (1959-1965)                                       |
| 1966    | 1992                      | Edmond Maupoil                       | Rad. puis UDF-Rad     | Agriculteur-exploitant Maire de Monestier                                                |
| 1992    | 2004                      | Robert Jouannin                      | DVD                   | Docteur vétérinaire Maire de Chantelle (1980-1995)                                       |
| 2004    | 2015                      | André Bidaud                         | UDF puis DVD puis UDI | Commerçant Maire de Chantelle depuis 2001                                                |

### Conseillers d'arrondissement (de 1833 à 1940)
- Le canton de Chantelle avait deux conseillers d'arrondissement .
- De 1833 à 1926, le canton de Chantelle faisait partie de l'arrondissement de Gannat.

| Période                                  | Période | Identité                                  | Étiquette    | Qualité |
| ---------------------------------------- | ------- | ----------------------------------------- | ------------ | --- |
| 1833                                     | 1842    | Étienne Boirot                            | Gauche       | Propriétaire, maire de Charroux, député (1834-1839)                                                         |
| 1833                                     | 1836    | Joseph Delavauvre (1793-1866)             |              | Notaire royal à Chantelle                                                                                   |
| 1836                                     | 1848    | M. Lartaud                                |              | Propriétaire à Taxat                                                                                        |
| 1842                                     | 1848    | Aimé de Baubard de La Grurie (1794-1872)  |              | Propriétaire à Chantelle, ancien lieutenant à la Légion du Maine-et-Loire                                   |
|                                          |         |                                           |              | |
| 1883                                     | 1889    | Claude-Léon Gardien de Verzun (1830-1900) | Conservateur | Maire de Target                                                                                             |
| 1883                                     | 1889    | Auguste Delesvaux                         | Conservateur | Propriétaire à Charroux                                                                                     |
| 1889                                     | 1901    | François Juilhe                           |              | Notaire, suppléant du juge de paix, maire de Charroux                                                       |
| 1895                                     | 1901    | Jean-Baptiste Malot                       |              | Conseiller municipal de Target                                                                              |
| 1901                                     | 1907    | Albert Thonier                            | Libéral      | Propriétaire, maire de Chareil-Cintrat                                                                      |
| 1901                                     | 1907    | Antoine Melin (1850-1921)                 | Libéral      | Cultivateur, maire de Fleuriel                                                                              |
| 1907                                     | 1933    | Julien Coste                              | Rad.         | Docteur en médecine, Charroux                                                                               |
| 1907                                     | 1913    | Gilbert-Eugène Camus                      | Rad.         | Propriétaire agriculteur, maire de Target                                                                   |
| 1913                                     | 1919    | Antoine Depresle                          | Rad.         | Propriétaire cultivateur à Voussac                                                                          |
| 1919                                     | 1931    | Hubert Pradon-Vallancy                    | PRS          | Exploitant agricole, maire de Taxat-Senat                                                                   |
| 1931                                     | 1940    | Isidore Aléonard (1860-1946)              | Rad.         | Instituteur, maire d'Étroussat                                                                              |
| 12 fév. 1933                             | 1940    | Philippe Barette (1879-1965)              | Rad.         | Entrepreneur de maçonnerie, maire de Voussac                                                                |
| 1940                                     |         |                                           |              | Les conseils d'arrondissement ont été suspendus par la loi du 12 octobre 1940 et n'ont jamais été réactivés |
| Les données manquantes sont à compléter. |         |                                           |              | |

Sources : Archives départementales de l'Allier, rubrique "Presse" - https://archives.allier.fr/archives-en-ligne/presse?arko_default_63e27309704a6--ficheFocus=

## Composition
Le canton de Chantelle regroupait quinze communes et comptait 5 310 habitants (population municipale au recensement de 2012).
| Nom                     | Code Insee | Intercommunalité                          | Population (dernière pop. légale) |
| ----------------------- | ---------- | ----------------------------------------- | --------------------------------- |
| Chantelle (chef-lieu)   | 03053      | CC Saint-Pourçain Sioule Limagne          | 1 063 (2014)                      |
| Barberier               | 03016      | CC Saint-Pourçain Sioule Limagne          | 134 (2014)                        |
| Chareil-Cintrat         | 03059      | CC Saint-Pourçain Sioule Limagne          | 362 (2014)                        |
| Charroux                | 03062      | CC Saint-Pourçain Sioule Limagne          | 374 (2014)                        |
| Chezelle                | 03075      | CC Saint-Pourçain Sioule Limagne          | 192 (2014)                        |
| Deneuille-lès-Chantelle | 03096      | CC Saint-Pourçain Sioule Limagne          | 85 (2014)                         |
| Étroussat               | 03112      | CC Saint-Pourçain Sioule Limagne          | 641 (2014)                        |
| Fleuriel                | 03115      | CC Saint-Pourçain Sioule Limagne          | 339 (2014)                        |
| Fourilles               | 03116      | CC Saint-Pourçain Sioule Limagne          | 198 (2014)                        |
| Monestier               | 03175      | CC Saint-Pourçain Sioule Limagne          | 298 (2014)                        |
| Saint-Germain-de-Salles | 03237      | CC Saint-Pourçain Sioule Limagne          | 423 (2014)                        |
| Target                  | 03277      | CC Saint-Pourçain Sioule Limagne          | 267 (2014)                        |
| Taxat-Senat             | 03278      | CC Saint-Pourçain Sioule Limagne          | 223 (2014)                        |
| Ussel-d'Allier          | 03294      | CC Saint-Pourçain Sioule Limagne          | 155 (2014)                        |
| Voussac                 | 03319      | CC Commentry Montmarault Néris Communauté | 468 (2014)                        |

## Démographie
| 1962  | 1968  | 1975  | 1982  | 1990  | 1999  | 2006  | 2011  | 2012  |
| ----- | ----- | ----- | ----- | ----- | ----- | ----- | ----- | ----- |
| 6 779 | 6 374 | 5 560 | 5 087 | 4 910 | 4 870 | 5 144 | 5 330 | 5 310 |